# Komisja Kodyfikacyjna

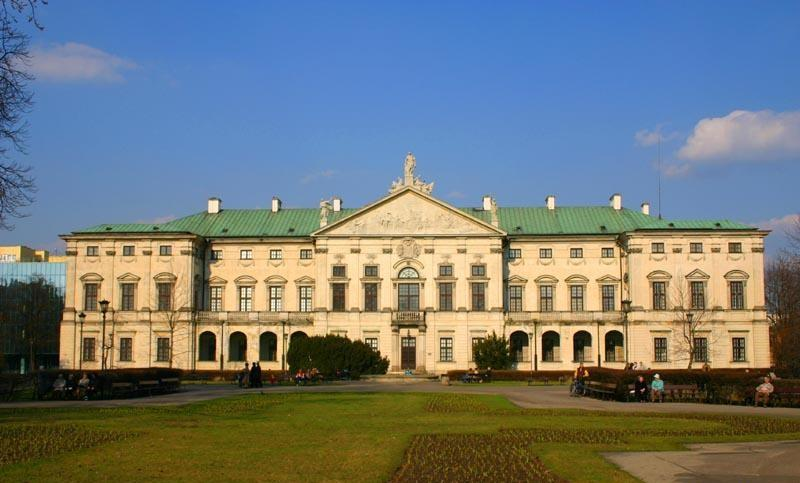
Pałac Krasińskich w Warszawie, miejsce uroczystego rozpoczęcia prac Komisji

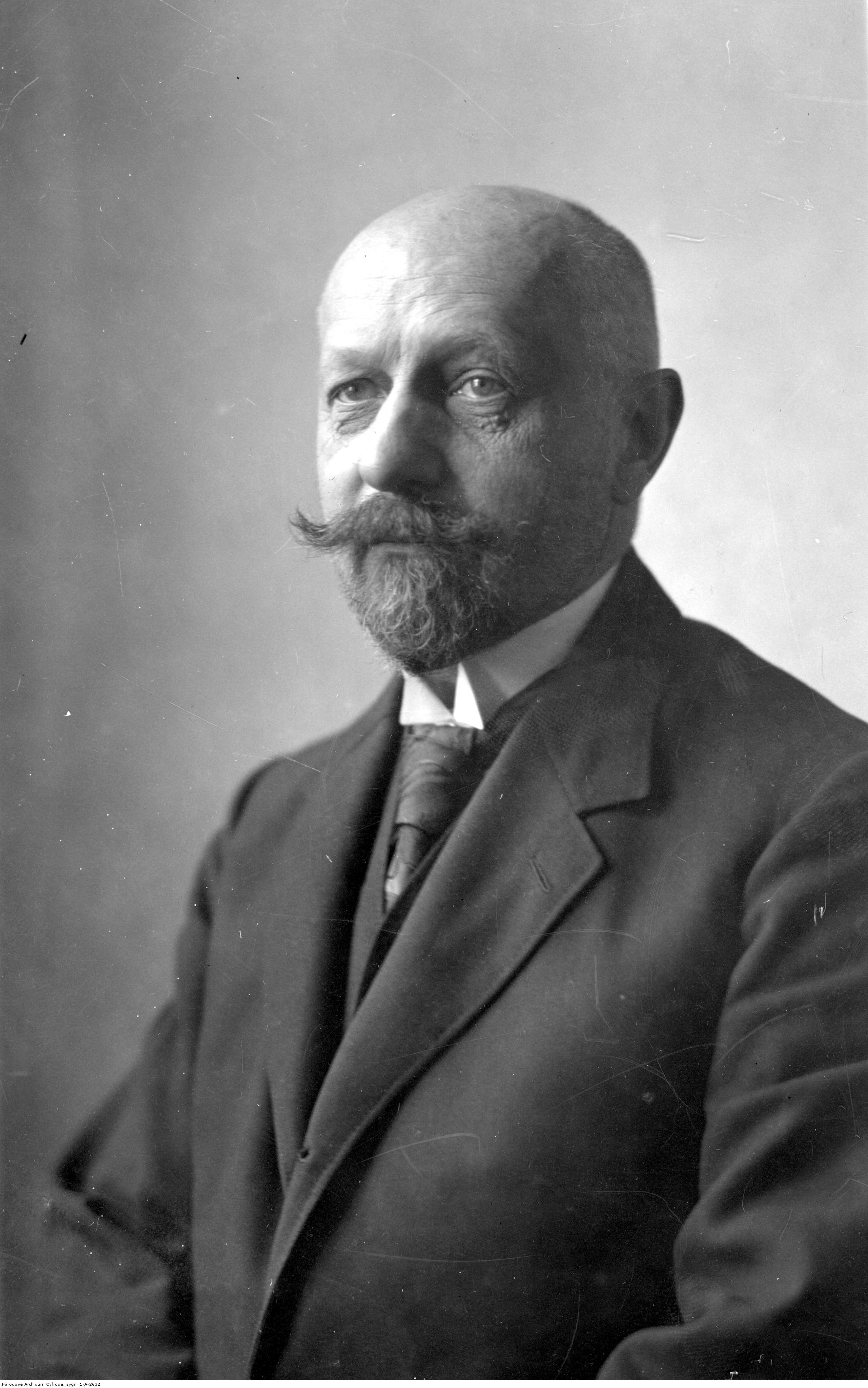
Juliusz Makarewicz, główny autor kodeksu karnego z 1932

Komisja Kodyfikacyjna Rzeczypospolitej Polskiej – organ sejmowy z czasów II Rzeczypospolitej powołany ustawą z 3 czerwca 1919 roku w celu opracowania projektów ustaw unifikujących prawo pozaborowe na potrzeby nowo powstałego państwa polskiego. Działała de facto do początku II wojny światowej.
Znajdowała się pod znacznym wpływem Ministerstwa Sprawiedliwości. Skupiała najlepszych ówczesnych cywilistów i karnistów: przedstawicieli doktryny prawa, a także praktyków – adwokatów i sędziów.

## Rys historyczny
Ustawa z 3 czerwca 1919 roku o Komisji Kodyfikacyjnej stanowiła, że celem działania Komisji było:
1. przygotowanie projektów jednolitego ustawodawstwa dla wszystkich ziem w dziedzinie prawa cywilnego i karnego,
2. przygotowanie innych projektów ustawodawczych na skutek uchwały Sejmu lub w porozumieniu z ministrem sprawiedliwości[1].

Pierwszym prezydentem Komisji Kodyfikacyjnej był Franciszek Fierich, profesor i rektor Uniwersytetu Jagiellońskiego, który stanowisko piastował do swojej śmierci we wrześniu 1928 roku. Wiceprezydentami byli Stanisław Bukowiecki, Ludwik Zachariasz Cichowicz oraz Ernest Till. Po śmierci Fiericha Komisja straciła na znaczeniu. Funkcję przewodniczącego pełnił po nim Wiktoryn Mańkowski, zmarły w grudniu 1928. Nowym prezydentem został w 1932 roku Bolesław Pohorecki (zamordowany w Katyniu w 1940), który tę funkcję pełnił do wybuchu II wojny światowej.
3 czerwca 1929 w gmachu Ministerstwa Sprawiedliwości odbyła się uroczysta akademia z okazji 10-lecia istnienia Komisji Kodyfikacyjnej
Formalnie Komisji nigdy nie zniesiono, lecz po wojnie nie została ona przywrócona. W latach osiemdziesiątych, za czasów „Solidarności”, pojawił się pomysł przywrócenia działalności Komisji Kodyfikacyjnej, ale nie został on ostatecznie zrealizowany.

## Struktura Komisji
Komisję podzielono na dwa wydziały. Na czele Wydziału Cywilnego stał Henryk Konic, wiceprzewodniczącym był Fryderyk Zoll, a sekretarzem – Karol Lutostański. Wydział ten dzielił się na trzy sekcje: prawa materialnego z prezesem Władysławem Jaworskim, procesowego z prezesem Franciszkiem Fierichem i handlowego z prezesem Aleksandrem Dolińskim.
Na czele Wydziału Karnego stał Franciszek Nowodworski, wiceprzewodniczącym był Edmund Krzymuski, a sekretarzem – Emil Stanisław Rappaport. Wydział ten, początkowo jednolity, został następnie podzielony na dwie sekcje: prawa materialnego z prezesem Franciszkiem Nowodworskim (następnie Juliuszem Makarewiczem) i procesowego z prezesem Edmundem Krzymuskim.
Projekty kodeksów były przedkładane ministrowi sprawiedliwości, który wnosił je pod obrady Sejmu, mógł też je zmienić lub wstrzymać ich przedłożenie Sejmowi. Po 1926 r. kodeksy weszły w życie za pomocą rozporządzeń z mocą ustawy wydawanych przez Prezydenta RP. W związku z kształtowaniem się nowożytnego polskiego języka prawnego i prawniczego oraz dużej ilości naleciałości z języków państw zaborczych powołano w 1923 roku podkomisję redakcyjno-językową.

## Członkowie Komisji
Naczelnik Państwa Józef Piłsudski powołał do niej 44 osoby (4 do Prezydium i 40 członków), które następnie zostały zatwierdzone przez Sejm Ustawodawczy. W okresie prac Komisji należało do niej 69 prawników, którzy stworzyli podstawy dla polskiego prawa cywilnego i karnego.
W roku 1919 w skład Wydziału Cywilnego wchodzili (mianowani 22 sierpnia 1919): Maurycy Allerhand, Marian Bielewicz, Tadeusz Bujak, Stanisław Bukowiecki, Ludwik Zachariasz Cichowicz, Aleksander Doliński, Ludwik Domański, Jarogniew Drwęski, Tadeusz Dziurzyński, Franciszek Fierich, Jakub Glass, Stanisław Gołąb, Antoni Górski, Władysław Leopold Jaworski, Henryk Konic, Ignacy Koschembahr-Łyskowski, Marek Kuratow-Kuratowski, Jan Jakub Litauer, Karol Lutostański, Wiktoryn Mańkowski, Jan Mrozowski, Alfons Parczewski, Leon Petrażycki, Michał Rostworowski (powołany w miejsce Rundsteina), Józef Skąpski, Jan Sławski, Stanisław Sławski, Kamil Stefko, Jerzy Trammer, Ernest Till, Stanisław Wróblewski i Fryderyk Zoll.
W roku 1919 w skład Wydziału Karnego wchodzili: Henryk Ettinger, Edmund Krzymuski, Juliusz Makarewicz, Wacław Makowski, Zygmunt Marek, Walenty Miklaszewski, Aleksander Mogilnicki, Franciszek Nowodworski, Julian Nowotny, Witold Prądzyński, Emil Stanisław Rappaport, Zygmunt Rymowicz (od roku 1920), Zygmunt Seyda.
Później w Komisji Kodyfikacyjnej Rzeczypospolitej Polskiej działali: Władysław Abraham, Roman Longchamps de Bérier, Kazimierz Przybyłowski, Eugeniusz Waśkowski, Stanisław Car, Włodzimierz Dbałowski, Franciszek Falkiewicz, Bronisław Hełczyński, Aleksander Jackowski, Janusz Jamontt, Zygmunt Jundziłł, Juliusz Kałużniacki, Wacław Miszewski, Zygmunt Nagórski, Bolesław Pohorecki, Bronisław Stelmachowski, Józef Felicjan Sułkowski, Stanisław Śliwiński, Jan Wasilkowski.

## Wybór projektów ustaw
Komisja opracowała projekty kodeksów: postępowania karnego (1928), postępowania cywilnego (1930), karny („Makarewicza”) (1932), zobowiązań (1933) i handlowy (1934). Kodeksy te zastąpiły kodeksy państw zaborczych, które wcześniej obowiązywały na ziemiach polskich.
Do innych projektów ustaw należały: prawo wekslowe i czekowe (1924, 1936), prawo prywatne międzynarodowe i międzydzielnicowe, prawo nieuczciwej konkurencji, prawo autorskie (1926), prawo o ustroju sądów powszechnych (1928), sądowe prawo egzekucyjne (1932), prawo upadłościowe, prawo układowe (1934), prawo małżeńskie (1929).